# Ainhoa Arbizu
Ainhoa Arbizu (Barcelona, 24 de febrer de 1979) és una periodista catalana que ha exercit a la ràdio i a la televisió.
Llicenciada en Comunicació Audiovisual per la Universitat Pompeu Fabra, va començar la carrera professional com a presentadora del Canal Operación Triunfo de la plataforma Canal Satélite. Més tard va presentar el programa Música uno de TVE amb Neil Solé. A Barcelona TV va presentar l'Agenda Cultural en anglès i castellà durant dos estius.
Des del 2007 fins al 2010 va estar seguint el Mundial de Motociclisme amb TVE, feina que explicava en una columna al diari Sport. Quan va ser apartada de les transmissions per una retallada pressupostària, va tornar a presentar especials dedicats al concurs d'Eurovisió.
Deixà la televisió estatal espanyola, després de nou anys treballant-hi, i va passar a col·laborar amb Canal + presentant els torneigs de tennis de Wimbledon i US Open.
El juliol del 2010 es va incorporar a Antena 3 per presentar la versió estiuenca del programa Diario de. Continuà en aquesta cadena presentant-hi els esports de l'informatiu.
Ha estat productora i ajudant de producció en diversos espots publicitaris, videoclips i documentals (amb Animus. La esclerosis múltiple a través del arte va rebre el Premi PLANETA D- al millor Documental Novell.